# Monte Solaro

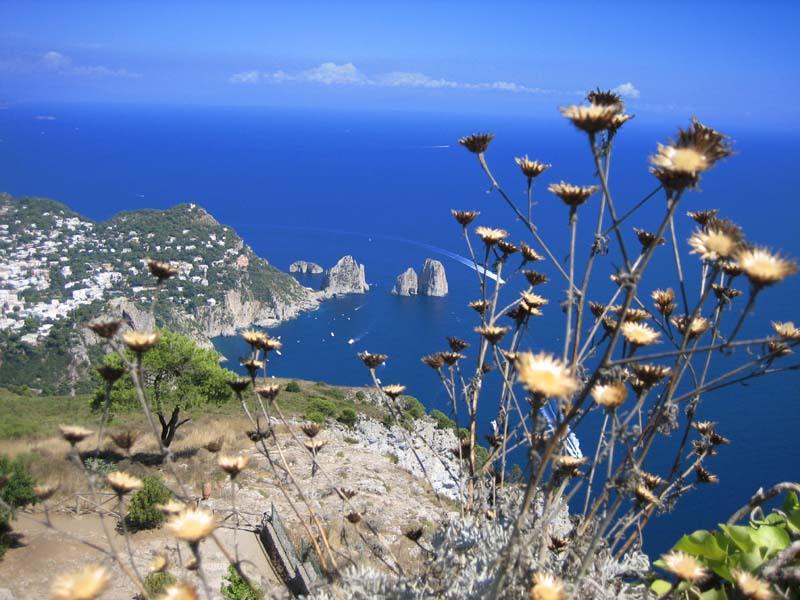
Vedere de pe Monte Solaro către stâncile Faraglioni

Monte Solaro este un munte de pe insula Capri (regiunea Campania, Italia). Vârful său, cu o altitudine de 589 m, este cel mai înalt punct de pe insulă.

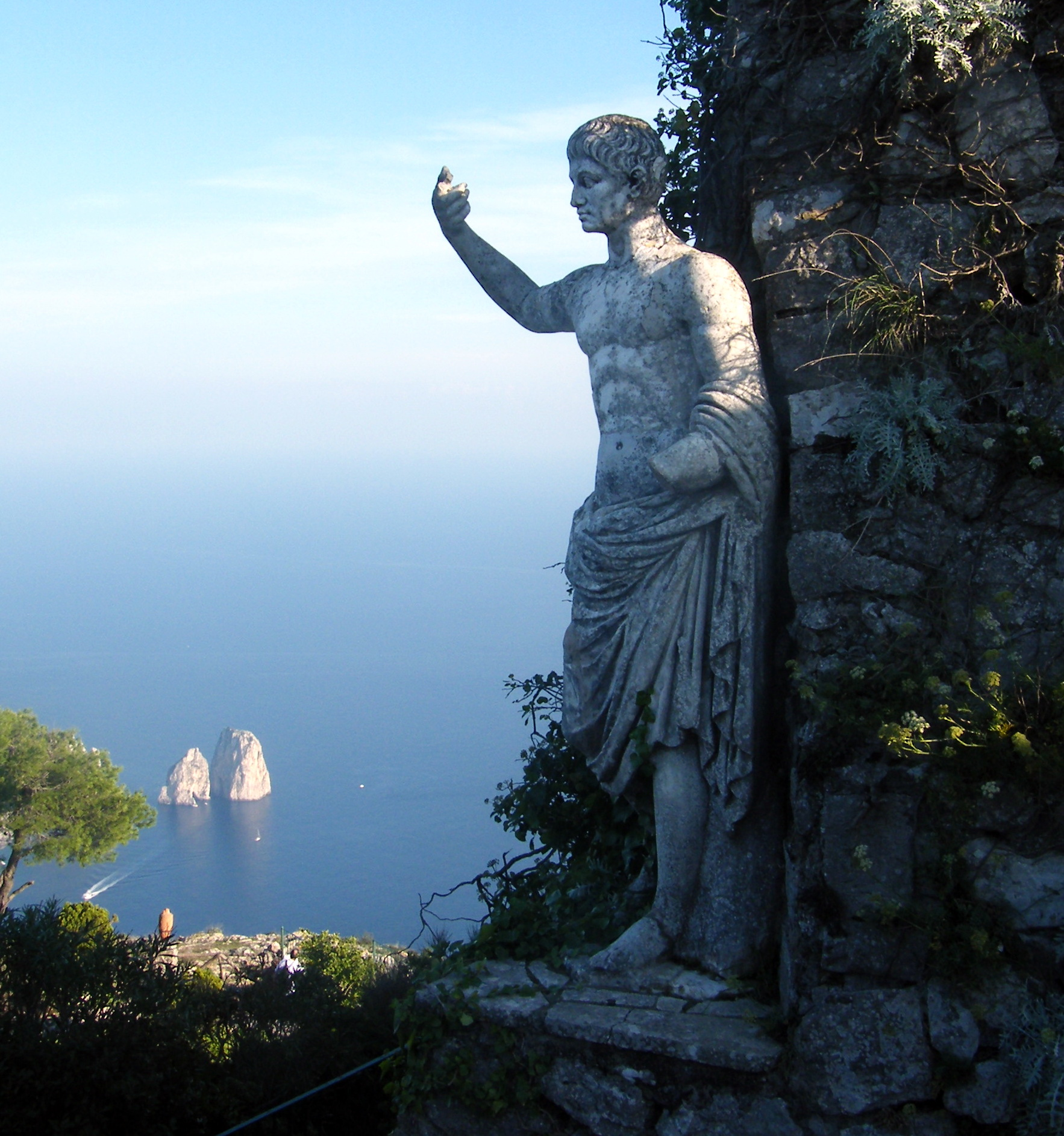
Statuia împăratului Augustus

Muntele este format din pante dolomitice abrupte, care creează un spațiu de netrecut între latura estică și cea vestică a insulei. La poalele muntelui se află portul Marina Grande. 
Monte Solaro a devenit popular printre pictori datorită "poziției sale romantice, oferind priveliști largi și frumoase către partea de NV a Mării Tireniene și către Golful Napoli". Acolo se află "Fortino di Bruto", un fort care a fost utilizat în luptele dintre Marea Britanie și Franța de la începutul secolului al XIX-lea. În vârful muntelui se află o statuie a împăratului Augustus care a fost primul ce a debarcat pe insulă.

## Geologie și topografie
Monte Solaro (Muntele Solaro) este format din aceleași roci calcaroase ca și întreaga insulă.

## Floră și faună

### Floră
Monte Solaro este un spațiu unde cresc peste 900 de specii de vegetație. La altitudini mai mari se pot găsi acant, arbutus, iarbă neagră, ienupăr, mătură verde, ilex, mastic mediteraneean, litosperme, mirt și arbuști din specia Smilacaceae. La altitudini mai mici se pot găsi lauri, trandafiri de stâncă, căpșuni, arbuști de dafin, Pistacia lentiscus (Mastic), mirt, narcise, orhidee, pini și Lithodora Rosmarinifolia.

### Faună
Muntele este vizitat, de asemenea, de multe specii de păsări, inclusiv șoimi călători.

## Drumeții
Vârful este accesibil pentru drumeție fără prea mari dificultăți fie pe drumul Il Passetiello, fie pe un drum care pornește din Viale Axel Munthe. Ambele trasee sunt potrivite pentru pietonii cu o condiție fizică decentă. Printre obiectivele turistice notabile se află fosta mănăstire Eremo di Santa Maria a Cetrella pentru arhitectura sa, și ruinele lui Fortino di Bruto, un fort militar construit în timpul Războaielor Napoleoniene.
Din partea de sus a muntelui se pot vedea atât golful Napoli, cât și golful Salerno.

## Climă
Monte Solaro are un climat tipic mediteraneean, cu ierni mai reci din cauza altitudinii sale ridicate.